# Hamish McHamish
Hamish Mc Hamish (1999 - 11 tháng 9 năm 2014) là một con mèo có lông hoe vàng sống ở thị trấn St Andrew, Fife, Scotland. Con mèo này đã trở nên nổi tiếng trong nước và quốc tế sau khi một cuốn sách có tựa đề Hamish Mc Hamish của St Andrew: Cool Cat About Town được xuất bản.
Hamish đã gầy dựng được một số lượt người theo dõi trên phương tiện truyền thông xã hội, với một trang Facebook dành riêng] và tài khoản Twitter được thiết lập bởi người hâm mộ.

## Đầu đời
Hamish sinh ra vào năm 1999 và ban đầu thuộc sở hữu của Marianne Baird, một nhà sản xuất đã nghỉ hưu của BBC. Trong năm đầu tiên của cuộc đời, nó sống tại nhà của bà Baird. Trong thời gian này, Hamish ngày càng trở nên thích du mục, thường dành nhiều ngày xa nhà, được cho ăn và uống nước tại nhiều ngôi nhà khác nhau trong thị trấn. Mèo Hamish được biết đến là một con mèo dành phần lớn thời gian của mình để vào trong và xung quanh các ngôi nhà và doanh nghiệp ở South Street, St Andrew, gần với ngôi nhà ban đầu của nó
Bà Baird vẫn chăm sóc sức khỏe của Hamish bằng cách đảm bảo nó đến bác sĩ phẫu thuật thú y hàng năm để kiểm tra sức khỏe và tiêm phòng.

## Nổi tiếng
Là ngôi nhà của Đại học St Andrew, St Andrew có một lượng lớn khách du lịch và sinh viên đã gặp Hamish trong suốt những năm qua. Hamish đã có một vài điểm thường xuyên nơi nó ở đó cả ngày. Đây chủ yếu là các doanh nghiệp địa phương gần Nhà thờ Holy Trinity và Quảng trường Nhà thờ ở St Andrew. Việc tạo ra một tài khoản Facebook Hamish Mc Hamish, với các thông điệp trong nhân vật được cho là do con mèo sáng tác, đã nâng sự nổi tiếng của nó lên cao hơn. Mèo Hamish có gần 5000 bạn bè trên Facebook,, và khách đến thị trấn đặc biệt tìm kiếm nó để được chụp ảnh cùng. Một cửa hàng sách địa phương có phần "giới thiệu Hamish", với sách dạy nấu ăn cho cá và tiểu thuyết có hình mèo.
Sự quan tâm được tạo ra bởi du khách, sinh viên và thị trấn đã dẫn đến việc xuất bản một cuốn sách về các hoạt động hàng ngày của mèo Hamish. Hamish Mc Hamish của St Andrew: Cool Cat About Town được viết bởi Susan McMullan.
Vào tháng 1 năm 2014, Hamish bị hai con chó đuổi theo và trốn thoát bằng cách trèo lên một cái cây. Sau đó, nó được các sinh viên của trường đại học và nhân viên của Dynamic Hair, một thợ làm tóc mà nó thường lui tới để gặp gỡ (nơi nó thường bị bắt gạp đang ngủ trong phòng chờ và rất thích được chải lông). Sự cố này đã khuyến khích Jim Leishman, Provost of Fife, yêu cầu chủ sở hữu chó đảm bảo thú cưng của họ được giữ ở vị trí ban đầu trong đến gần Hamish.
Mèo Hamish đã được giới thiệu trên chương trình The One Show của đài truyền hình BBC và câu chuyện của nó cũng xuất hiện trên một số tờ báo từ khắp nơi trên thế giới.
Vào ngày 5 tháng 4 năm 2014, một bức tượng Hamish bằng đồng của David Annand đã được công bố tại Logies Lane bởi Jim Leishman. Việc tài trợ cho bức tượng đã được gây quỹ bởi một chiến dịch quyên góp công cộng được bắt đầu bởi Flora Selwyn, biên tập viên của St Andrew in Focus.
Hamish chết vào ngày 11 tháng 9 năm 2014.